# Kaposgyarmat, Somogy
Kaposgyarmat  este un sat în districtul Kaposvár, județul Somogy, Ungaria, având o populație de 93 de locuitori (2011). 

## Demografie
Componența etnică a satului Kaposgyarmat
     Maghiari (100%)
Componența confesională a satului Kaposgyarmat
     Romano-catolici (72,04%)
     Fără religie (7,53%)
     Necunoscută (20,43%)
Conform recensământului din 2011, satul Kaposgyarmat avea 93 de locuitori. Din punct de vedere etnic, majoritatea locuitorilor (100,0%) erau maghiari.  Din punct de vedere confesional, majoritatea locuitorilor (72,04%) erau romano-catolici, cu o minoritate de persoane fără religie (7,53%). Pentru 20,43% din locuitori nu este cunoscută apartenența confesională.